# Zec Trinité
Pour les articles homonymes, voir Trinité et La Trinité.
La zec Trinité est une « zone d'exploitation contrôlée » (zec) située dans la municipalité de village de Baie-Trinité, dans la (MRC) de Manicouagan (municipalité régionale de comté), dans la région administrative de la Côte-Nord, au Québec, au Canada.
La zec Trinité administre un territoire qui est connexe au Sud et à l'Ouest à la zec de la Rivière-de-la-Trinité laquelle n'administre que la zone de la rivière pour fin de pêche récréative.

## Géographie
La zec Trinité est délimitée :
- au sud par la rivière de la Trinité qui coule alors d'Ouest en Est pour aller se déverser dans la Baie-Trinité-Ouest; et la route 138 entre le hameau "Les Islets-Caribou" (au nord) et le lac Nadeau (au sud-ouest) ;
- à l'ouest par la rivière de la Trinité, qui coule alors du nord au sud ;
- à l'est par la rivière Petite Trinité, qui coule du nord au sud.

Les principaux ruisseaux de la zec sont : du Caribou, ruisseau du Dôme, Deroy et Genest.

## Histoire
La "Compagnie St-Laurence Paper Ltée" détenait les droits exclusifs de pêche sur les rivières Grande Trinité et Petite Trinité des années 1930 jusqu'au début des années 1960 où elle a cédé ses droits à la société Domtar.
Jadis, plusieurs gens bien nantis ont adhéré au club privé de la compagnie Domtar. En mai 1976, la rivière de la Trinité fut libérée, après environ un demi-siècle de bail exclusif pour fin d'usage privé, où seuls les dirigeants et leurs invités de la société avaient le privilège d'y accéder. Plusieurs intervenants du public aspiraient à participer à la gestion des ressources fauniques, récréatives et touristiques de la zone. À la suite des représentations des citoyens de Baie-Trinité, le M.T.C.P a procédé au transfert des propriétés, des installations et des droits exclusifs de la Compagnie à la "Société d'Aménagement de Baie-Trinité inc" nouvellement constituée. À l'époque, ce nouveau mode de gérance d'une rivière à saumon par un organisme à but non lucratif constituait un précédent. En 1978, la "réserve de chasse et pêche de Baie-Trinité" fut créée par le biais d'un arrêté en conseil, ajoutant entre les deux réserves déjà existantes (Rivière-Trinité et Rivière Petite-Trinité) le territoire de 356 km².
Subséquemment, la rivière de la Trinité a obtenu le statut de zone d'exploitation contrôlée, soit la Rivière de la Trinité. En 1982, compte tenu de sa situation géographique, de son importance relative et de ses aménagements (station de comptage et d'enregistrement de saumons), la rivière Grande Trinité a servi de zone d'étude consacrée au saumon. Ce projet a été rendu possible grâce au bon fonctionnement de la passe migratoire à même le barrage de la rivière Grande Trinité. Ce projet permet à la Société qui gère la rivière Grande-Trinité de garder un potentiel élevé de saumons pour l'avenir.
Depuis la fondation de la "Société d'Aménagement de Baie-Trinité", les présidents qui se sont succédé sont : Jacques Landry, Louis C. Roussy, Richard Dion, Georges Gagnon et Denis Lejeune.
Bien des saumoniers jettent maintenant leur dévolu sur cette rivière, la fréquentant annuellement. Situé sur la rive nord du golfe du Saint-Laurent, à 95 kilomètres de Baie-Comeau, ce cours d'eau coule du nord au sud sur 74 kilomètres avant de se jeter dans la baie à la hauteur du village de Baie-Trinité.

## Toponymie
Jadis, ce territoire était désigné "réserve de chasse et pêche de Baie-Trinité".
Le toponyme "zec Trinité" est directement dérivé des autres toponymes liées du secteur: rivière Grande Trinité, rivière Petite Trinité et la Baie-Trinité.
Le toponyme "zec Trinité" a été officialisé le 25 juin 1987 à la Banque des noms de lieux de la Commission de toponymie du Québec.